# Dzielnice Wodzisławia Śląskiego

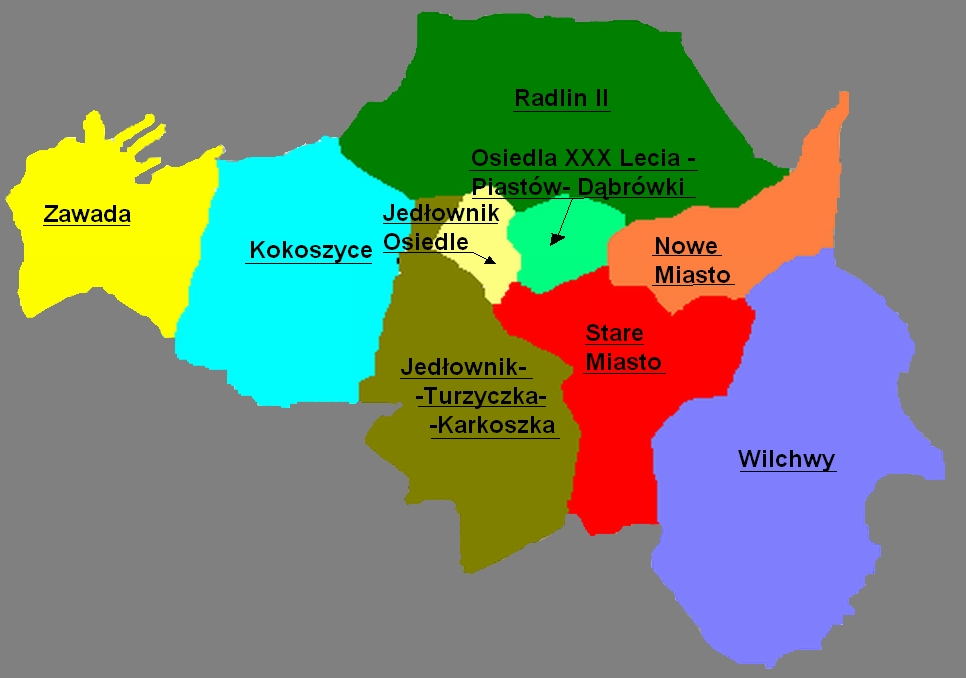
Wodzisław podzielony jest administracyjnie na 9 jednostek pomocniczych – dzielnic

Miasto na podstawie uchwały nr XVII/156/96 (z późniejszymi zmianami) Rady Miejskiej w Wodzisławiu Śląskim z 28 czerwca 1996 zostało podzielone na 9 dzielnic:
- Jedłownik Szyb
- Jedłownik-Turzyczka-Karkoszka
- Kokoszyce
- Nowe Miasto
- Radlin II
- Stare Miasto
- Trzy Wzgórza
- Wilchwy
- Zawada

## Części miasta niezależnie od ich statusu administracyjnego
Oprócz oficjalnego podziału administracyjnego na dzielnice, silnie ugruntowany jest zarys historycznych części miasta (szczególnie widoczny wśród mieszkańców poszczególnych dzielnic). Poniżej znajduje się pełna, alfabetyczna lista wszystkich dzielnic i osiedli Wodzisławia Śląskiego, niezależnie od oficjalnego podziału administracyjnego.
| Nazwa                    | Pierwsza wzmianka | Część Miasta od | Na terenie dzielnic(y)            |
| ------------------------ | ----------------- | --------------- | --------------------------------- |
| Dołki                    | 1975              | –               | Kokoszyce                         |
| Gliniak                  | 1946              | –               | Jedłownik-Turzyczka-Karkoszka     |
| Grodzisko                | –                 | –               | Stare Miasto, Wilchwy             |
| Jedłownik                |                   | 1946            | Jedłownik-Turzyczka-Karkoszka     |
| Jedłownik Osiedle        | 1938              | 1946            | Jedłownik Szyb                    |
| Karkoszka                |                   | 1946            | Jedłownik-Turzyczka-Karkoszka     |
| Kokoszyce                |                   | 1973            | Kokoszyce                         |
| Marusze                  |                   | 1972            | Stare Miasto                      |
| Nowe Miasto              | –                 | –               | Nowe Miasto                       |
| Olszyny                  | –                 | 1975            | Kokoszyce                         |
| Osiedle 1 Maja           | 1960              | –               | Wilchwy                           |
| Osiedle 26 Marca         | 1960              | –               | Nowe Miasto                       |
| Osiedle Dąbrówki         | 1988              | –               | Trzy Wzgórza                      |
| Osiedle Kopernika        | –                 | –               | Wilchwy                           |
| Osiedle Piastów          | 1983              | –               | Trzy Wzgórza                      |
| Osiedle Pszowska         | –                 | –               | Stare Miasto                      |
| Osiedle Przyjaźni        | –                 | –               | Nowe Miasto                       |
| Osiedle Staszica         | 1990              | –               | Nowe Miasto                       |
| Osiedle XXX-lecia        | 1975              | –               | Trzy Wzgórza                      |
| Osiedle Wyszyńskiego     | 1965              | –               | Nowe Miasto                       |
| Podlas                   | –                 | 1975            | Zawada                            |
| Praga                    | 1972              | –               | Wilchwy                           |
| Pustki                   | 1972              | –               | Wilchwy                           |
| Radlin Dolny             |                   | 1975            | Radlin II                         |
| Radlin Górny             |                   | 1975            | Radlin II                         |
| Sakandrzok               | 1972              | –               | Stare Miasto                      |
| Stare Miasto – Wodzisław |                   | –               | Stare Miasto                      |
| Stawki                   | 1975              | –               | Kokoszyce                         |
| Sowiniec                 | 1972              | –               | Wilchwy                           |
| Szarowiec                | 1975              | –               | Radlin II                         |
| Szuściak                 | –                 | –               | Nowe Miasto                       |
| Szybik                   | 1975              | –               | Zawada                            |
| Turzyczka                |                   | 1973            | Jedłownik – Turzyczka – Karkoszka |
| Wilchwy                  |                   | 1972            | Wilchwy                           |
| Wilchwy Osiedle          | 1960              | 1972            | Wilchwy                           |
| Wypandów                 | 1975              | –               | Zawada                            |
| Zamysłów                 |                   | 1972            | Wilchwy                           |
| Zawada                   | XIII wiek         | 1973            | Zawada                            |
| Zawadzkie Kąty           | 1975              | –               | Zawada                            |

## Dawne dzielnice Wodzisławia Śląskiego
Na terenie Wodzisławia Śląskiego znajdowały się także dzielnice, które obecnie są dzielnicami miast lub gmin ościennych i składają się na te ościenne miejscowości.
| Nazwa            | Część Miasta od | Odłączone       | Obecnie na terenie Miasta/gminy |
| ---------------- | --------------- | --------------- | ------------------------------- |
| Biertułtowy      | 1 czerwca 1975  | 1 stycznia 1997 | Radlin                          |
| Buńczowiec       | 1 czerwca 1975  | 1 stycznia 1992 | Rydułtowy                       |
| Chałupki         | 1 czerwca 1975  | 31 grudnia 1994 | Marklowice                      |
| Głożyny          | 1 czerwca 1975  | 1 stycznia 1997 | Radlin                          |
| Krzyżkowice      | 1 czerwca 1975  | 1 stycznia 1995 | Pszów                           |
| Marklowice Dolne | 1 czerwca 1975  | 31 grudnia 1994 | Marklowice                      |
| Marklowice Górne | 1 czerwca 1975  | 31 grudnia 1994 | Marklowice                      |
| Obszary          | 1 czerwca 1975  | 1 stycznia 1997 | Radlin                          |
| Orłowiec         | 1 czerwca 1975  | 1 stycznia 1992 | Rydułtowy                       |
| Praga Duża       | 1 czerwca 1975  | 31 grudnia 1994 | Marklowice                      |
| Pszów Dwór       | 1 czerwca 1975  | 1 stycznia 1995 | Pszów                           |
| Pszowskie Doły   | 1 czerwca 1975  | 1 stycznia 1995 | Pszów                           |
| Radoszowy        | 1 czerwca 1975  | 1 stycznia 1992 | Rydułtowy                       |
| Reden            | 1 czerwca 1975  | 1 stycznia 1997 | Radlin                          |
| Rydułtowy Dolne  | 1 czerwca 1975  | 1 stycznia 1992 | Rydułtowy                       |
| Rydułtowy Górne  | 1 czerwca 1975  | 1 stycznia 1992 | Rydułtowy                       |
| Wrzosy           | 1 czerwca 1975  | 1 stycznia 1997 | Radlin                          |